# When in Rome (película de 2010)
When in Rome (En la boda de mi hermana en España y La fuente del amor en Hispanoamérica) es una comedia romántica dirigida por Mark Steven Johnson y protagonizada por Kristen Bell y Josh Duhamel. Coescrita por el director, David Diamond y David Weissman, la película se estrenó el 29 de enero de 2010 en Estados Unidos.
El título hace referencia al refrán en inglés "when in rome do as the romans do", equivalente a "donde fueres haz lo que vieres".

## Sinopsis
La ambiciosa Beth (Kristen Bell) trabaja como encargada del Museo Guggenheim neoyorquino y está desilusionada con el amor. Cuando su hermana Joan (Alexis Dziena) decide casarse repentinamente en Roma, Beth decide viajar para asistir a la boda. Allí conoce a Nick, el padrino del novio, con quien despierta una química instantánea, pero tras ver a este besarse con otra mujer minutos después furiosa sale a la calle, allí encuentra La fuente de Venus, una fuente que cuenta la leyenda que otorgará el amor a quien arroje una moneda dentro. Resentida y frustrada, Beth roba cinco monedas de la fuente y al día siguiente regresa a Nueva York.
Con el pasar de los días pronto se ve nuevamente con Nick, quien no ha podido dejar de pensar en ella, explicando que el beso que vio solo fue un malentendido. Sin embargo, también aparecen cuatro pretendientes bizarros y acosadores: un magnate de las salchichas (Danny DeVito), un mago callejero (Jon Heder), un adorable pintor (Will Arnett) y un modelo narcisista (Dax Shepard). Tras llamar a su hermana se entera de que la fuente maldice a quien robe las monedas, haciendo que el dueño original se enamore hasta que las monedas sean devueltas.
Con cuatro locos pretendientes acosándola el trabajo y la vida de Beth se vuelve un suplicio, donde Nick es su tabla de salvación. Pronto descubre que la quinta moneda le pertenece a él, por lo que todo indica que sus sentimientos no son reales. Ahora, devolver las monedas y descubrir los verdaderos sentimientos de Nick es una prioridad tan grande como huir de sus otros enamorados.

## Reparto
- Kristen Bell como Elizabeth "Beth" Martin.
- Josh Duhamel como Nicholas "Nick" Beamon.
- Anjelica Huston como Celeste.
- Danny DeVito como Al Russo.
- Jon Heder como Lance.
- Dax Shepard como Gale.
- Will Arnett como Antonio Donatella.
- Alexis Dziena como Joan Martin.
- Luca Calvani como Umberto.
- Kate Micucci como Stacy Harper.
- Keir O'Donnell como Padre Dino.
- Bobby Moynihan como Puck.
- Don Johnson como Padre de Beth y Joan.
- Lee Pace como Brady Sacks.
- Peggy Lipton como Priscilla.

## Doblaje en Hispanoamérica
- Julieta Rivera: Elizabeth "Beth" Martin
- Sergio Gutiérrez Coto: Nick Beamon
- Gerardo García: Lance
- Idzi Dutkiewicz: Gale
- Alfredo Gabriel Basurto: Antonio
- Hiromi Hayakawa: Joan
- Rodolfo Blanco: Umberto
- Humberto Vélez: Al Russo
- Claudia Motta: Stacey
- Óscar Flores: Puck
- Andrea Coto: Celeste
- José Luis Orozco: Jack
- Marisol Romero: Ilona
- Magda Giner: Priscilla
- Ortos Soyuz: Padre Dino
- Raúl Anaya: Brady Sackslona
- Germán Fabregat: Chaz
- Anabel Méndez: Magde
- Salvador Reyes: Shaquille O'Neal
- Estudio de doblaje: SDI Media de México de S. De R.L. C.V.
- Dirección de doblaje: Enrique Cervantes
- Traducción y Adaptación: Yuri Takenaga
- Director Creativo: Raúl Aldana

## Producción
- La filmación se llevó a cabo en Nueva York y Roma.
- Esta película es una nueva versión de la película de 1954 Creemos en el amor